# Waco Aircraft

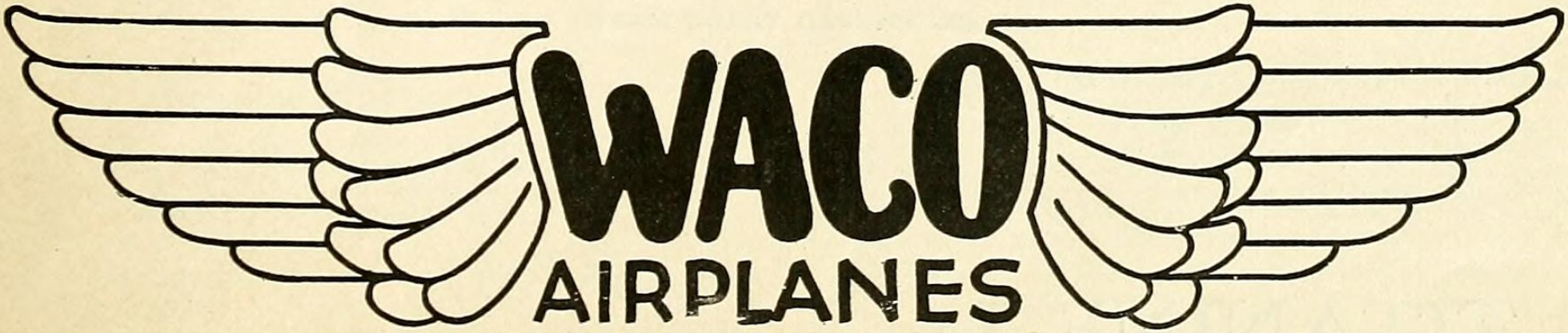
Logo, 1927.

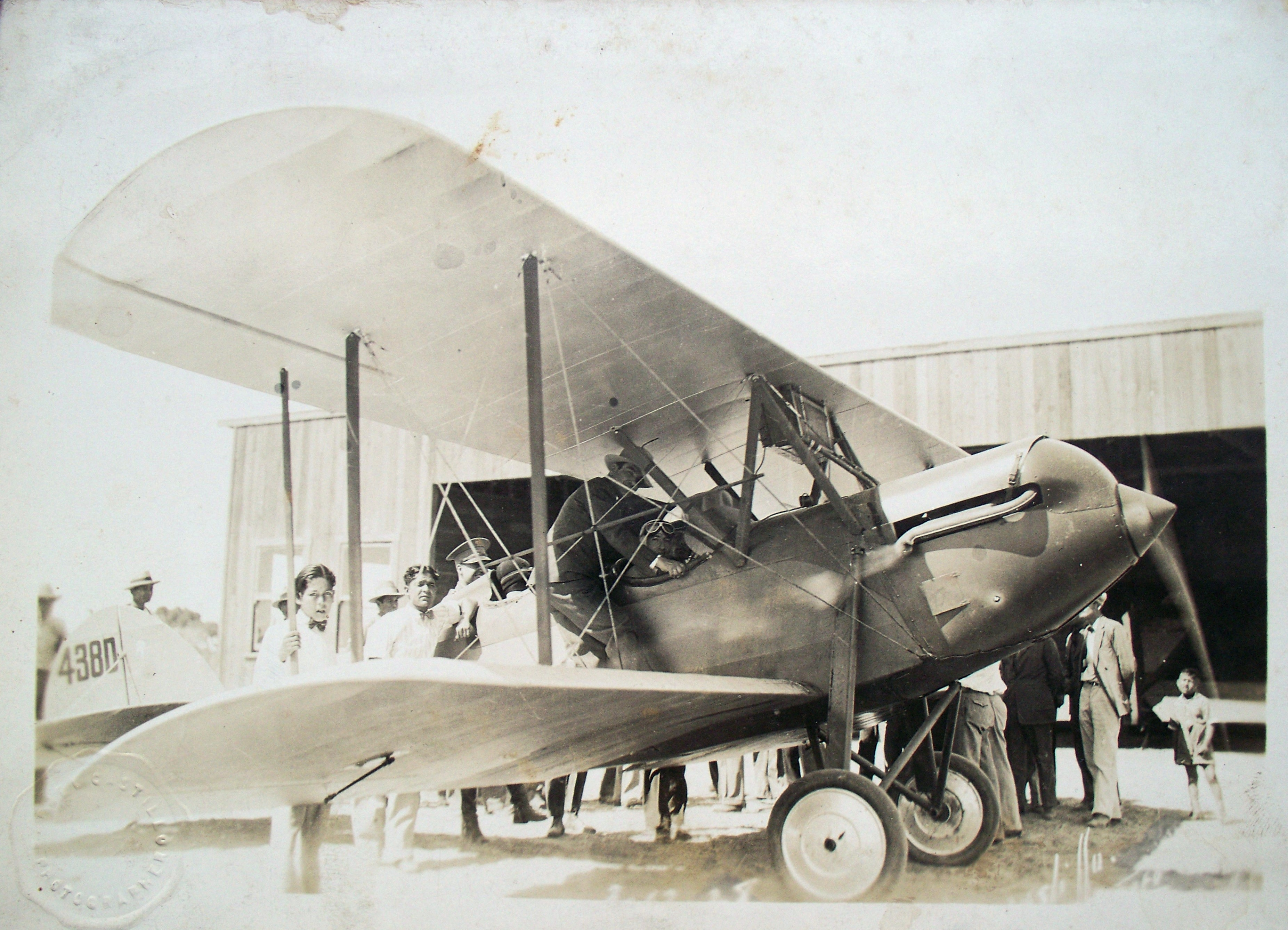
Waco 10.

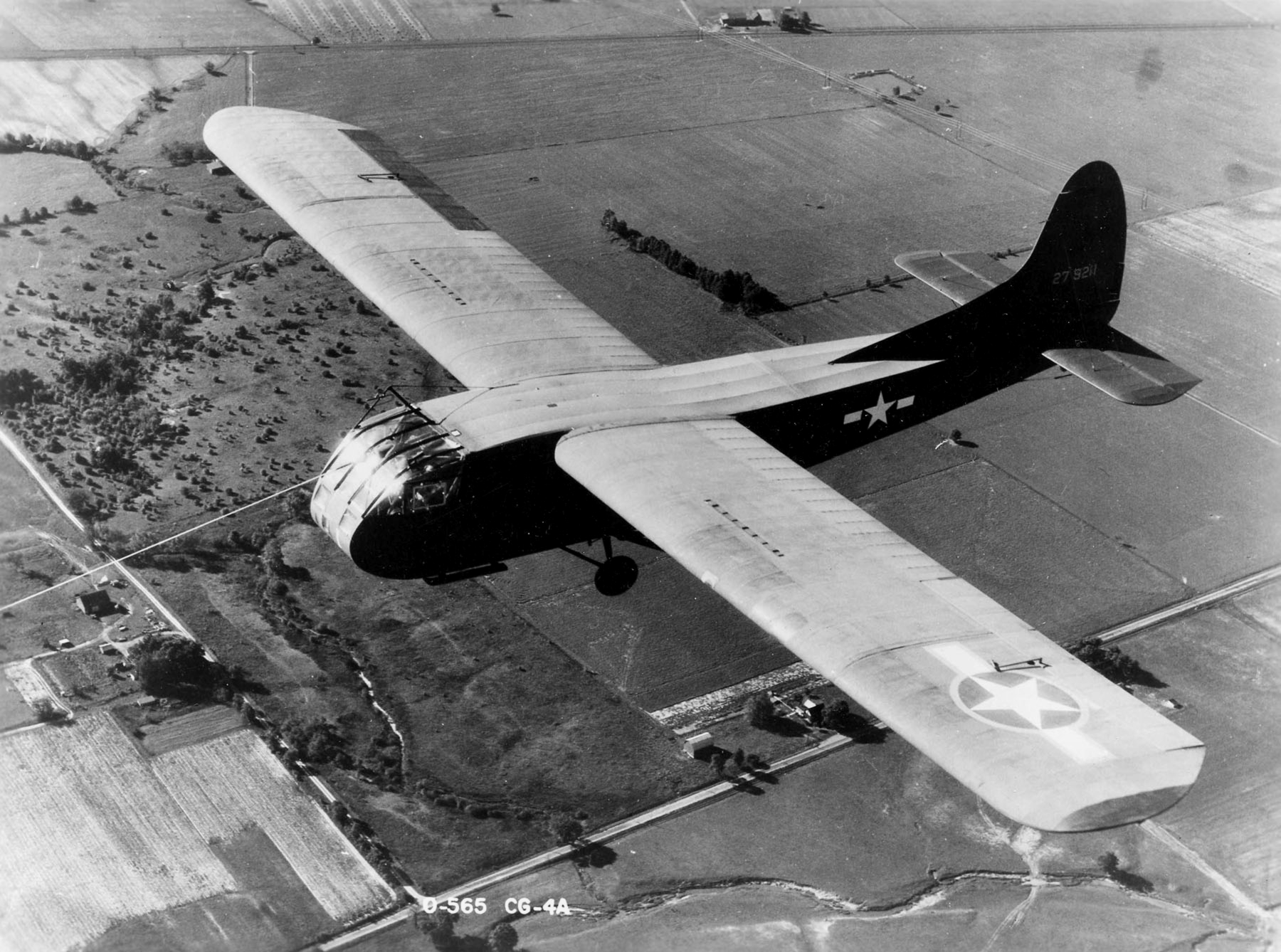
Waco CG-4A lastglidflygplan.

Weaver Aircraft Company of Ohio (Waco), senare ombildat till WACO Aircraft Company, var en amerikansk flygplanstillverkare i Troy i Ohio. Waco konstruerade och tillverkade över 80 olika flygplansmodeller under de år de var verksamma från 1919 till 1946. 1986 startade verksamheten åter.

## Historik

### Weaver Aircraft Company of Ohio
WACO bildades officiellt 1920 i Lorain Ohio, men redan 1919 drogs riktlinjerna för företaget upp när affärsmännen Clayton J. Brukner och Elwood Junkin träffade piloterna Charley Meyers och George "Buck" Weaver.
Företagets första konstruktion blev flygplanet Cootie, som var ett enkelvingat flottörflygplan. Under den första provflygningen med flygplanet havererade Weaver.
Medan Weaver låg på sjukhus passade Brukner, Junkin och Meyers på att bygga om flygplansvraket till ett biplan.
Eftersom företaget saknade kapital, använde man sig delar från andra biflygplan för att tillverka det dubbelvingade flygplanet Waco 4, flygplanet som kunde flyga med tre personer ombord var den första lyckade konstruktionen.
På grund av företaget dåliga ekonomi lämnade Weaver tillfälligt bolaget 1922 för att arbeta som uppvisningsflygare i Chicago och Wichita. Samtidigt flyttade Brukner, Meyers och Junkin företaget till Medina Ohio, för att fortsätta tillverkningen av flygplan i billigare lokaler.  
Weavers bror, som var verksam inom glasstillverkning, fick samma år den stora försäljningsframgången Eskimo Pie. Allt eftersom försäljningen av glassen ökade steg inkomsterna, och de fyra flygplanstillverkarna träffades i Boston för att försöka ordna finansieringen av företaget via Weavers bror. Samtidigt skulle de hjälpa till med marknadsföringen av glassen. Även Weavers mamma drogs in i kampen för att ordna finansieringen. Hon brukade sälja "Mother Weaver's" candy under flyguppvisningar och marknader. När hon sålde sitt godisrecept till Russell Stover Candy company fick hon loss lite pengar som kunde satsas i Wacobolaget. 
Nu var man tillbaka i flygindustrin. De nya flygplanen byggdes upp av delar från gamla Curtiss Jenny. Under året lyckades man tillverka och sälja två Waco 5 och en Waco 6, men i slutet av 1922 var orderböckerna tomma och kassan var också tom.
Gruppen splittrades på nytt. Weaver och hans familj for till Chicago, medan Brukner, Meyers och Junkin nu for till Troy i Ohio. Inte långt från Troy låg McCook Field (nuvarande Wright-Patterson Air Force Base) där var möjligheten stor att komma över billiga överskottsdelar till Jennyflygplan som Waco använde för att tillverka sina flygplan.
Medan Brukner arbetat med marknadsföringen av Eskimo Pie-glassen i Massachusetts träffade han ångmaskinsfabrikören Simpson som lovade att ställa upp som finansiär av Waco om en av hans söner fick utbildning som flygplansmekaniker vid företaget. Simpsons son visade sig inte lämplig som mekaniker och lämnade snart bolaget, men med de pengar Brukner fått av Simpson köpte han ut Weaver från Waco.

### Advance Aircraft Company
Bolaget ombildades i Massachusetts som Advance Aircraft Company, medan tillverkningen fortsatte i Troy under varunamnet Waco.
Nu anställde Brukner flera nya medarbetare inklusive sin bror Clem. Trots att man lyckades tillverka och sälja 16 Waco 7 var ekonomin hela tiden en balansgång på lina. Waco 7 var ett tresitsigt flygplan utrustat med en Curtiss OX-5 motor.  
Företagets lokaler var spridda över hela Troy. Som lager användes flera lador och skjul. När en flygplanskropp var färdigtillverkad i verkstaden bogserades den till en lada, där vingarna monterades.
År 1924 lanserade Waco sitt första kabinflygplan Waco 8, den kunde medföra sex personer i kabinen och två piloter i en öppen förarkabin bakom kabinen. Flygplanet blev inte någon större framgång och det enda exemplaret som tillverkades såldes senare för att användas vid kartläggningen av Ozarkbergen. Tre år senare lanseras Waco 10 som kom att bli företagets storsäljare med över 1 000 tillverkade flygplan mellan 1927 och 1930.

### WACO Aircraft Company
År 1929 ändrades namnet till WACO Aircraft Company. Företaget fick ytterligare en storsäljare med modellen Waco UPF-7, som mellan 1939 och 1942 såldes i över 600 exemplar. Flera flygplan köptes för att användas i CAA:s civila flygutbildningsprogram. När företaget blev känt för sin kvalité kom även exportframgångarna. Största utländska kund blev Brasilien, men totalt exporterade man flygplan till 37 olika länder.
Flygplanen hittade vägen till många olika kundkategorier. Waco ATO och Waco CTO visade sig vara ett mycket bra flygplan för avancerad flygning och tävlingsflygning. Både 1928 och 1929 vann man den transkontinentala flygtävlingen Ford Reliability Tour, (även känd som National Air Tour). I tävlingen, som sponsrades av Ford, deltog över 25 flygplanstillverkare med sina bästa flygplan. Flera Waco-flygplan har deltagit i National Air Races i Cleveland, Los Angeles och Chicago med många topp 3 placeringar. Dessutom blev Waco populärt som privatflygplan och under 1930-talet lyckades man sälja flygplan till många berömda personer, däribland Howard Hughes, Roscoe Turner, Gar Wood, Powel Crosley, Jackie Cochran, och Henry King.

### Andra världskriget
Under andra världskriget utlyste U.S. Army Air Corps en konstruktionstävling på ett lastglidflygplan. Wacos förslag var inte det bästa, men ur kostnadssynpunkt och tillverkningsteknik valde myndigheterna att ge Waco beställningen på lastglidflygplanet Waco CG-4. Flygplanet konstruerades av en arbetsgrupp vid Waco under ledning av Francis Arcier.
När beställningen väl kom till Waco, insåg man att man inte skulle kunna klara av leveranserna. För att kunna klara ordern anlitades 15 andra företag som fick licenstillverka flygplanet. Vid Waco färdigställdes cirka 1 100 CG-4 medan Ford Motor Company svarade för det största antalet med 4 190 flygplan. Dessutom tillverkade Gibson Refridgerator 1 078 flygplan och Pratt-Reed 925 flygplan. Snittpriset för ett flygplan blev 25 000 dollar. Ford, som kunde lägga upp längre serier, debiterade cirka 15 000 för sina flygplan. Flygplanet producerades även i ett större antal för Royal Canadian Air Force och Royal Air Force. Trots att flygplanet ansågs fylla sin uppgift förekom produktutveckling, och det sista lastglidflygplanet Waco CG-15 beställdes i 1 000 exemplar.
När freden kom drabbades hela flygindustrin av lågkonjunktur. Överskottsflygplan från krigsmakten dumpades på den civila marknaden och 1946 tvingades bolaget att upphöra med sin verksamhet.

### Waco Classic Aircraft Company
1986 återuppstod bolaget i och med att Waco Classic Aircraft Company bildades. Företaget har valt att tillverka flygplanet Waco Classic YMF som är en vidareutveckling av ett tidigare Waco-flygplan.